# Hans Fischer
Hans Fischer (n. 27 iulie 1881, Frankfurt-Höchst, Regatul Prusiei, Imperiul German – d. 31 martie 1945, München, Germania Nazistă) a fost un chimist german, laureat al Premiului Nobel pentru chimie (1930).